# Asteranthe lutea
Asteranthe lutea är en kirimojaväxtart som beskrevs av Vollesen. Asteranthe lutea ingår i släktet Asteranthe och familjen kirimojaväxter. IUCN kategoriserar arten globalt som starkt hotad. Inga underarter finns listade i Catalogue of Life.